# Пуджегун (округ)
Пуджегу́н (англ. Pujehun) — один із 4 округів Південної провінції Сьєрра-Леоне. Адміністративний центр — місто Пуджегун. Округ є найпівденнішим, має вихід до Атлантичного океану та державний кордон із Ліберією.

## Населення
Населення округу становить 346461 особа (2015; 228392 у 2004, 117185 в 1985, 102741 в 1974, 84869 в 1963).
У національному відношенні більшість населення становлять представники народу менде, які сповідують іслам.

## Історія
1982 року в окрузі стався збройний конфлікт під час фальсифікації виборів, який в історію увійшов як «війна Ндоґбойосой».
В роки громадянської війни 1991—2002 років саме до цього округу разом із сусіднім Кайлагуном вторглись революційні війська із Ліберії, і саме звідси поширювався революційний настрій на всю країну.

## Адміністративний поділ
У адміністративному відношенні округ складається з 12 вождівств:
| №  | Назва              | Оригінальна назва   | Площа, км² | Населення, осіб (2004) | Населення, осіб (2015) | Адміністративний центр |
| -- | ------------------ | ------------------- | ---------- | ---------------------- | ---------------------- | ---------------------- |
| 1  | Баррі              | Barri               | 489,3      | 32 245                 | 36 905                 | Потору                 |
| 2  | Ґаллінес-Перрі     | Gallines Perri      | 593,7      | 27 072                 | 54 691                 | Блама                  |
| 3  | Кпака              | Kpaka               | 304,5      | 12 827                 | 16 468                 | Масам                  |
| 4  | Макпеле            | Makpele             | 402,8      | 21 955                 | 31 080                 | Зіммі                  |
| 5  | Мален              | Malen               | 276,4      | 22 090                 | 49 263                 | Сан                    |
| 6  | Моно-Сакрім        | Mono Sakrim         | 263,6      | 7 536                  | 12 893                 | Ґбонджема              |
| 7  | Панґа-Кабонде      | Panga-Kabonde       | 498,3      | 33 270                 | 49 340                 | Пуджегун               |
| 8  | Панґа-Крім         | Panga Krim          | 82,2       | 6 651                  | 8 969                  | Ґобару                 |
| 9  | Педже              | Pejeh               | 133,7      | 10 334                 | 13 600                 | Футта                  |
| 10 | Сова               | Sowa                | 233,2      | 15 402                 | 17 136                 | Бандаджума             |
| 11 | Соро-Ґбема         | Soro Gbema          | 729,4      | 31 977                 | 42 292                 | Файро                  |
| 12 | Якему-Кпукуму-Крім | Yakemu Kpukumu Krim | 181,4      | 7 033                  | 13 824                 | Карлу                  |

## Господарство
Основою економіки округу є видобуток діамантів та сільське господарство, а саме вирощування маніоку, кави та какао.